# Prince (Album)
Prince ist das zweite Studioalbum des US-amerikanischen Musikers Prince, wobei er, wie bei seinem Vorgängeralbum For You, alle Songs arrangierte, komponierte, produzierte und vorträgt. Zudem spielte er erneut alle Musikinstrumente selbst ein. Das Album erschien am 19. Oktober 1979 bei dem Label Warner Bros. Records. Die Musik zählt zu den Genres Contemporary R&B, Funk, Pop und Rock, die Liedtexte handeln meist von Liebe und Sex.
Musikkritiker bewerteten das Album überwiegend positiv und aus kommerzieller Sicht konnte es in den USA Platinstatus erreichen. Zudem enthält es mit der Singleauskopplung I Wanna Be Your Lover Prince’ ersten Song, der Goldstatus in den USA erzielte. Außerdem ist das Stück I Feel for You auf dem Album zu hören, von dem Chaka Khan im Jahr 1984 eine kommerziell erfolgreiche Coverversion veröffentlichte.
Zum ersten Mal in seiner Karriere ging Prince auf Tournee, die er von November 1979 bis Februar 1980 ausschließlich in den USA absolvierte. Anschließend trat er mit seiner Begleitband bei Rick James als Vorgruppe bei dessen damaliger Tournee für 39 Konzerte auf und sammelte weitere Liveerfahrung.

## Entstehung
Im Gegensatz zu seinem Debütalbum For You (1978), bei dem die Albumaufnahmearbeiten insgesamt fünf Monate gedauert hatten, nahm Prince sein zweites Album innerhalb von sieben Wochen auf. Er habe sein Wissen in Bezug auf Tontechnik erweitern können und hatte zuvor mehrere Demoaufnahmen von Songs eingespielt, bevor der eigentliche Aufnahmeprozess begann. Prince gab zu, mit seinem gleichnamigen Album einen kommerziellen Erfolg landen zu wollen, weil er bei seinem Debütalbum „zu viel Geld ausgegeben“ habe. Die Produktionskosten betrugen damals 170.500 US-Dollar (ungefähr 396.000 DM), bei Prince dagegen nur 35.000 US-Dollar (ungefähr 64.000 DM). Schlagzeuger Bobby Z. Rivkin schilderte Prince’ damalige Situation so: „Er hatte es wirklich eilig. Es gab eine Menge Schulden für das Musiklabel [Warner Bros. Records] und er brauchte einen Hit.“
Warner Bros. Records verzichtete diesmal auf einen Executive Producer und überließ diese Aufgabe Prince, der das komplette Album auch arrangierte und komponierte. Außerdem spielte er alle Musikinstrumente selbst ein. Zwar bezeichnet Prince in den Liner Notes Bassist André Cymone und Bobby Z. Rivkin als „Heaven-sent helpers“ („Vom Himmel gesandte Helfer“), doch Rivkin wirkte am Album nicht mit, was er bestätigte: „André und ich waren damals in L.A., als er das Album aufnahm. Aber er wollte dieses ‘produced, performed, composed by Prince’ Ding behalten.“ Später sagte Prince aber, Cymone habe einen kleinen Part in Why You Wanna Treat Me So Bad? eingespielt.
Am 17. Februar 1979 nahm Prince die beiden Songs I Feel for You und With You in den Music Farm Studios in New York City auf, als er damals von dem Musiker Pepé Willie (* 22. Juli 1948; † 1. Juni 2025) als Studiomusiker engagiert wurde und mit dessen Band 94 East diverse Songs einspielte, die aber erst im Februar 1986 auf dem Album Minneapolis Genius veröffentlicht wurden.
Ende April 1979 flog Prince nach Los Angeles in Kalifornien, um dort im Alpha Studio mit der Arbeit an seinem zweiten Album zu beginnen. Das Alpha Studio war im Haus von Toningenieur Gary Brandt (* 1950) – ein Freund von Prince’ damaligen Manager Bob Cavallo (* 1939) – installiert. Die Aufnahmen begannen üblicherweise am frühen Nachmittag und dauerten zwölf Stunden, manchmal auch länger. In dem Studio waren zwar zwei 24-Mehrspurrekorder vorhanden, aber Prince benutze für die Aufnahmen ausschließlich einen 16-Mehrspurrekorder. Die Herangehensweise, seinen Gesang aufzunehmen, bezeichnete Brandt als „very strange“; Prince habe unter Brandts Klavier auf einer Decke gelegen, und den Gesang in ein über ihn montiertes Mikrofon aufgenommen.
Binnen 30 Tagen stellte Prince das Album fertig, musste dann aber ins Hollywood Sound Recorders Studio in Los Angeles umziehen, da das Alpha Studio anderweitig gebucht war. Toningenieur war nun Bob Mockler. Zusammen mit Prince versah er die neuen Albumsongs mit Overdubs und mischte sie ab; das Stück Sexy Dancer wurde gekürzt, doch die ursprüngliche Originalversion wurde als Maxi-Single in ausschließlich England veröffentlicht. I Feel for You wurde ebenfalls gekürzt; zusätzliches Instrumentalspiel sowie einige allzu deutliche Songtexte wurden gestrichen. Entstandene Zischlaute bei dem Buchstaben „s“ im Song It’s Gonna Be Lonely, weil Prince „so nah am Mikrofon zu singen“ pflegte, wurden bereinigt. Ein leises Brummen im Schlagzeugspiel von Still Waiting konnte Mockler allerdings nicht abstellen, „also habe ich es einfach gelassen“, sagte er. Die beiden Songs I Feel for You und I Wanna Be Your Lover bot Prince ursprünglich Patrice Rushen für ihr Album Pizzazz (1979) an, doch sie lehnte diesen Vorschlag ab. Daraufhin beschloss Prince, beide Stücke für sein eigenes Album zu verwenden.
Nach insgesamt drei Wochen im Hollywood Sound Recorders war das Album Prince am 13. Juni 1979 fertiggestellt. Mockler sagte über das neue Album: „Als Konkurrenten betrachteten wir Michael Jackson und Kool & the Gang, und ich glaube, das war nicht zu hoch gegriffen.“ In den Liner Notes von Prince ist „Remixed by Bob Mockler and Prince“ zu lesen. „Das ist wahrscheinlich das letzte Mal, dass er irgendjemandes Namen vor seinen Namen gesetzt hat. Das ist mein stolzester Erfolg als Toningenieur“, freute sich Mockler.

## Gestaltung des Covers
Auf der Vorderseite des Albumcovers ist ein Porträtfoto von Prince zu sehen. Es zeigt ihn mit freien Oberkörper von den Brustwarzen aufwärts und wurde von dem deutschen Fotograf Jürgen Reisch aufgenommen. Auf dem Foto der Cover-Rückseite sitzt Prince anscheinend nackt auf einem geflügelten Pferd, das an Pegasos erinnert. Fotograf Chris Callis sagte über diese Bildaufnahmen: „Es waren vier oder fünf Leute. Wir haben uns alle Pferde geliehen, und ich glaube nicht, daß einer von uns genau wußte, was wir eigentlich vorhatten. Später kamen dann die Flügel dazu, Taubenflügel, die jemand anderes fotografiert hatte. Er [Prince] ritt in seiner Unterwäsche durch die Gegend, und ich habe einfach ein paar Fotos von ihm gemacht. Ich weiß nicht, ob wir auch nur ein Wort miteinander gewechselt haben. Der einzige Eindruck, den ich von ihm habe, ist der, daß er überhaupt nicht geredet hat.“
Zudem ist in der LP-Innenhülle und im Booklet der CD ein ähnliches Porträtfoto von Prince wie auf der Vorderseite des Albumcovers zu sehen. Dieses Foto nahm auch Jürgen Reisch auf. Die Liedtexte der einzelnen Songs sind nur im CD-Booklet abgedruckt, aber nicht in der Vinyl-Ausgabe.

## Musik und Liedtexte
Prince spielte alle Musikinstrumente wie E-Bass, Gitarre, Klavier, Schlagzeug und Synthesizer selbst ein. Das Songwriting der meisten Stücke wirkt fokussierter und konzentrierter als zuvor, oft mit einem Refrain mit hohem Wiedererkennungswert, und die Melodien sind ausgeprägter. Dennoch fehlt der Musik zuweilen Intensität und Unberechenbarkeit, was viele spätere Werke von Prince charakterisiert.
Auf dem Album verknüpft er Musikstile aus den Genres Contemporary R&B, Funk, Pop und Rock miteinander. Zwar spielt Prince in vielen Songs Synthesizer, doch dieses Instrument dominiert nicht mehr so wie noch bei seinem Vorgängeralbum For You; stattdessen werden viele Stücke von seinem Klavierspiel begleitet, zudem ist er mit Gitarrenspiel zu hören.
Die Liedtexte singt Prince melodisch vertont in ausschließlich seinem charakteristischen Falsettgesang und handeln meist von Liebe und Sex, teilweise auch von Anzüglichkeiten. Doch wie bei For You mangelt es den Songs an wirklicher emotionaler Reife. Einige Stücke zeigen Prince in einem sensiblen Licht und drücken Einsamkeit und Unsicherheit aus; bezeichnenderweise fehlt meist das Gefühl romantischer Glückseligkeit, das auf For You dominierte. Auch wenn das Thema Verletzlichkeit in einigen Songs eine Rolle spielt, ist das Album kein allgemeines Lamento darüber, wie unglücklich Prince ist; andere Songs besitzen auch die Unverfrorenheit der Jugend und eine große Lebensfreude.
1. I Wanna Be Your Lover
Der Opener ist eine temperamentvolle und poppige Funk-Nummer, die sich um eine rhythmische Synthesizer- und Bass-Phrase dreht. Der Song geht schließlich in ein funkiges Instrumental-Vamp über, das sich dann um eine Synthesizer-Hookline und eine wiederholte Bass-Figur dreht. Im zuweilen leicht anzüglichen Liedtext begehrt Prince eine Frau, was er mittels Zweideutigkeit zum Ausdruck bringt; beispielsweise singt er: „Ich will der Einzige sein, für den du kommst“, womit er auch der alleinige Hüter des Orgasmus der Frau sein möchte.[13][17]
2. Why You Wanna Treat Me So Bad?
Der zweite Song stammt aus dem Bereich Rock. Zwar ist der Synthesizer das Hauptinstrument, aber Prince ist auch an der Gitarre zu hören und spielt harmonisierte Lead-Lines, die zuweilen an The Allman Brothers Band und The Eagles erinnern. Doch seine Falsettstimme scheint nicht wirklich für gitarrenlastige Rockmusik geeignet zu sein. Im Liedtext porträtiert sich Prince als sensibles Opfer und bezieht sich frühzeitig auf ein Thema, das er während seiner gesamten Karriere verwendet hatte: eine untreue und Männer-schlechtbehandelnde Frau. Da seine Liebe jedoch so wahr und vollkommen ist, kann er nicht verstehen, warum seine Geliebte ihn nicht besser behandelt.[13][18]
3. Sexy Dancer
Das Stück ist aus dem Genre Funk. Prince fügte einen Rhythmusgitarren-Lick mit einem Basspart ein, wodurch ein funkiger Groove entstand. Im Liedtext dominiert Wollust und das Vergnügen, diesen „sexy Tanz“ zu machen, den Prince aber nicht näher beschreibt.[10][13][18]
4. When We’re Dancing Close and Slow
Die Ballade ist aus dem Genre Contemporary R&B und Soul. Das Stück klingt zuweilen farblos und niedergeschlagen, es bewegt sich langsam zwischen zwei Akkorden hin und her und wiederholt das gleiche melodische Thema von Anfang bis Ende. Es ist der einzige Song auf dem Album, in dem Prince im Liedtext eine romantische Beziehung schildert,[13][18] wie beispielsweise: „Ich spüre deine warme Umarmung, die Sanftheit deines Gesichts“.
5. With You
Der Song ist ebenfalls eine R&B-Ballade, jedoch melodischer und leicht sentimental wirkend. Das Arrangement konzentriert sich auf Klavier und Synthesizer-Streicher, aber der Song ist im Aufbau und Ausführung vorhersehbar. Im Liedtext drückt Prince Unsicherheit über eine Beziehung aus und „in den Nächten, in denen du nicht bei mir bist“, Angst hat, „dass du mich verlässt“.[13][18]
6. Bambi
Das Stück stammt aus dem Bereich Rock und basiert auf einem kraftvollen, schleifenden Gitarrenriff. Doch ähnlich wie in Why You Wanna Treat Me So Bad? scheint Prince’ Falsettstimme bei gitarrenlastiger Rockmusik nicht geeignet zu sein. Im Liedtext ist Prince in eine Frau verliebt, die aber lesbisch ist. „Ich werde dir zeigen, wie es ist, von einem Mann geliebt zu werden“, singt er und möchte die Frau davon überzeugen, dass es „besser mit einem Mann“ ist.[13][18][19]
7. Still Waiting
Das sanfte, Country-Musik-angehauchte Mid-Tempo-Nummer, wird von Prince’ Klavierspiel dominiert. Der Liedtext handelt von der traurigen Frustration über die Unfähigkeit, eine Freundin zu finden.[13][18][19]
8. I Feel for You
Der Song, aus dem Genre Contemporary R&B und Pop, kombiniert eine einfache, aber eingängige Melodie mit einem straffen Groove. Im Instrumental-Coda wechselt der Song in einen Boogie-Modus, wobei der Fokus auf einer fast perkussiven Basslinie und Handclaps liegt. Der Liedtext handelt eher von Wollust als von Liebe gegenüber einer Frau, weswegen Prince seine Gefühle als „hauptsächlich körperlich“ beschreibt.[13][18]
9. It’s Gonna Be Lonely
Der letzte Song vom Album ist erneut eine R&B-Ballade. Ähnlich wie When We’re Dancing Close and Slow besitzt das Stück einen langsamen, zuweilen trägen und monotonen musikalischen Rahmen.[13] Im Liedtext schildert Prince, wie er von einem Mädchen aus Paris verlassen wurde.

## Titelliste und Veröffentlichungen
| 1                            | I Wanna Be Your Lover             | 5:48 |
| 2                            | Why You Wanna Treat Me So Bad?    | 3:48 |
| 3                            | Sexy Dancer                       | 4:17 |
| 4                            | When We’re Dancing Close and Slow | 5:22 |
| 5                            | With You                          | 3:59 |
| 6                            | Bambi                             | 4:22 |
| 7                            | Still Waiting                     | 4:12 |
| 8                            | I Feel for You                    | 3:24 |
| 9                            | It’s Gonna Be Lonely              | 5:27 |
| Spieldauer: 40:52 min.       |                                   |      |
| Autor aller Songs ist Prince |                                   |      |

Das Album wurde am 19. Oktober 1979 in den USA veröffentlicht. Es erschien auf LP und MC, später auch auf CD und als Download.

### Singles
Von dem Album wurden fünf Singles ausgekoppelt. Als Vorabsingle erschien am 24. August 1979 I Wanna Be Your Lover in einer auf 2:57 Minuten gekürzten Version. Die B-Seite My Love Is Forever ist auch auf Prince’ Debütalbum For You zu hören. Am 23. Januar 1980 wurde Why You Wanna Treat Me So Bad? in ausschließlich den USA, Ecuador und Neuseeland veröffentlicht. Die B-Seite Baby ist ebenfalls auf For You enthalten. Die dritte Singleauskopplung Still Waiting erschien am 25. März 1980 in ausschließlich den USA und in Neuseeland. Die Single ist auf 3:48 Minuten gekürzt und als B-Seite dient Bambi.
Sexy Dancer wurde am 11. April 1980 in ausschließlich Großbritannien und Japan veröffentlicht. Als B-Seite wurde Why You Wanna Treat Me So Bad? ausgewählt. Die fünfte Singleauskopplung Bambi wurde am 19. September 1980 in ausschließlich Belgien und in den Niederlanden veröffentlicht, als B-Seite ist die verkürzte Version von Still Waiting platziert.
Am 18. Oktober 2019, also 40 Jahre nach der Veröffentlichung des Albums, brachte The Prince Estate („Der Prince-Nachlass“) den Song I Feel for You in einer „Acoustic Demo“-Version als Download heraus, auf der Prince seinen Gesang ausschließlich mit einer von ihm gespielten akustischen Gitarre begleitet. Die Aufnahme stammt vermutlich aus dem Dezember 1978 oder Januar 1979 und wurde im Januar 2020 als ausschließlich Vinyl-Single in lilafarbenem Vinyl herausgebracht, die in einer limitierten Auflage für nur sieben Tage erhältlich war. Als B-Seite dient die Albumversion von I Feel for You.

### Musikvideos
Zum ersten Mal überhaupt wurden Musikvideos zu Songs von einem Prince-Album produziert. Im Juli 1979 wurde ein Video zu I Wanna Be Your Lover gedreht, in dem Prince mit seiner Begleitband in einer Soundstage auftritt. Doch dieses Musikvideo wurde damals nicht ausgestrahlt und blieb unveröffentlicht. Im August 1979 wurde das offiziell erschienene Video zu dem Song produziert, in dem Prince ohne Begleitband auch in einer Soundstage singt und Instrumente wie Bass, Gitarre, Keyboard und Schlagzeug spielt. Beide Videos sind sehr schlicht gehalten und kommen ohne Kulisse und Requisiten aus.
Ende 1979 wurde ein Musikvideo zu Why You Wanna Treat Me So Bad? gedreht, das Prince mit seiner Begleitband ebenfalls in einer Soundstage zeigt; abgesehen von dem unveröffentlichten Video zu I Wanna Be Your Lover, ist es der einzige Auftritt von Keyboarderin Gayle Chapman in einem Prince-Musikvideo. Alle drei Musikvideo wurden in den USA aufgenommen, wobei die genaue Location der Öffentlichkeit nicht bekannt ist.

### Coverversionen
Einige Musiker nahmen Coverversionen von Songs des Albums Prince auf. Insbesondere I Feel for You und I Wanna Be Your Lover wurden neu interpretiert; I Feel for You nahmen die Pointer Sisters (1982), Mary Wells (1983), Chaka Khan (1984), Rebbie Jackson (1984), The Flying Pickets (1990), Keff McCulloch (1991) und El Caco (2008) neu auf. I Wanna Be Your Lover coverten Millie Jackson (1986), Gayle and Gillian Blakeney (1994), Loleatta Holloway (1999), Corinne Bailey Rae (2011), Mark Knight feat. Sgt Slick mit Beverley Knight (2023) sowie Vitamin String Quartet (2023). Zudem basiert der Song I Wanna Be Your Favorite (2008) von 50 Cent auf der Version von Prince.
Von Bambi veröffentlichte Duff McKagan eine neue Version auf der B-Seite seiner Single Believe in Me (1993). Den Song Why You Wanna Treat Me So Bad? coverte 1987 die Schauspielerin Tuesday Knight, Tochter von Baker Knight, sowie 2016 Coely. With You wurde 1987 von den Sängerinnen Jill Jones und Rainy Davis neu interpretiert. It’s Gonna Be Lonely interpretierte Mac DeMarco im Jahr 2016.

## Mitwirkende

### Musiker
Alle Songs wurden von Prince arrangiert, komponiert, produziert und vorgetragen. Zudem spielte er alle Musikinstrumente selbst ein.

### Technisches Personal
- Prince – Albumcover-Konzept, Mixing
- Bernie Grundman – Mastering
- Bob Mockler – Mixing
- Chris Callis – Fotografie (Rückcover)
- Gary Brandt – Toningenieur
- George Chacon von RIA Images – Albumdesign
- Jürgen Reisch – Fotografie (Frontcover und Innenhülle der LP)
- Lynn Barron von RIA Images – Albumdesign
- Mark Ettel – Toningenieur-Assistenz
- Terry Taylor – Kalligrafie
- Persönliches Management von Prince – Bob Cavallo, Joe Ruffalo, Steve Fargnoli

## Tournee

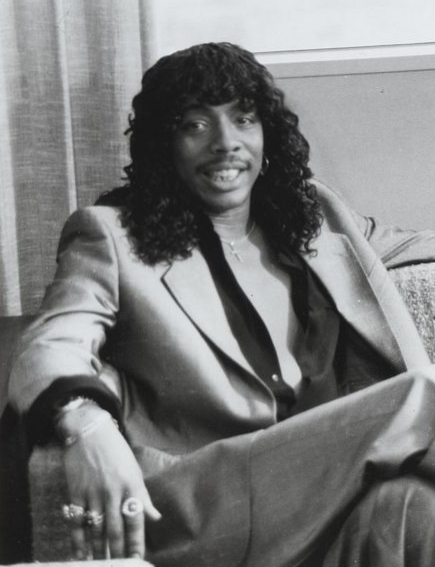
Rick James, 1984

Die Prince-Tour begann am 26. November 1979 im The Roxy in West Hollywood in Kalifornien. Doch aufgrund einer Lungenentzündung musste Prince die Tournee nach dem siebten Konzert am 5. Dezember im Bijou Café in Philadelphia in Pennsylvania abbrechen. Ursprünglich wollte er die Tournee am 16. Dezember 1979 in seiner Heimatstadt Minneapolis in Minnesota beenden.
Am 4. und 5. Januar 1980 trat Prince dann als Vorgruppe von Kool & the Gang für drei Konzerte im Circle Star Theater in San Carlos in Kalifornien auf. Er wurde spontan für David Ruffin und Sly Stone engagiert, die ihre Auftritte kurzfristig absagten.
Am 9. Februar 1980 nahm Prince seine Tour wieder auf und holte das Konzert in Minneapolis nach. Die Tournee endete schließlich nach insgesamt 16 Konzerten – die drei Auftritte bei Kool & the Gang nicht mitgezählt – am 17. Februar 1980 in Boston in Massachusetts. Gelegentlich spielte er bei seiner Tournee auch die Songs Head und When You Were Mine von seinem damals noch unveröffentlichten Album Dirty Mind. Bei acht der neun Februar-Konzerte war Keenen Ivory Wayans im Vorprogramm als Stand-up-Comedian tätig.
Nach Beendigung der Prince-Tour trat er mit seiner Begleitband als Vorgruppe von Rick James bei dessen Fire-It-Up-Tour auf, die vom 22. Februar 1980 bis zum 3. Mai 1980 aus 39 Konzerten durch die USA bestand. Prince’ Livekonzert am 6. März 1980 im Omni Coliseum in Atlanta in Georgia ist die früheste bekannte Liveaufnahme von ihm, die auf Bootleg veröffentlicht wurde. Ursprünglich wollte er für diese Tournee Sheila E. verpflichten, die er 1978 nach einem Al-Jarreau-Konzert Backstage getroffen hatte. Aber ihm fehlten damals die finanziellen Möglichkeiten, ihre Tätigkeiten in Anspruch zu nehmen. Somit bestand Prince’ Begleitband aus folgenden fünf Mitgliedern:
- André Cymone (* 27. Juni 1958 als André Simon Anderson in Minneapolis, Minnesota)[39] – Backing Vocals, E-Bass
- Bobby Z. (* 9. Januar 1956 als Robert B. Rivkin in St. Louis Park, Metropolregion Minneapolis-Saint Paul) – Schlagzeug
- Dez Dickerson (* 7. August 1955 als Desmond D’andrea Dickerson in Minneapolis, Minnesota) – Backing Vocals, Gitarre
- Dr. Fink (* 8. Februar 1957 als Matthew Robert Fink in St. Louis Park, Metropolregion Minneapolis-Saint Paul) – Backing Vocals, Keyboard
- Gayle Chapman (* 1957 in San Diego, Kalifornien)[40][41] – Backing Vocals, Keyboard

Gayle Chapman war von 1979 bis Anfang Mai 1980 Mitglied in Prince’ Begleitband, verließ diese aber, weil sie seine zunehmend anzüglichen Liedtexte nicht mit ihrem Gewissen vereinbaren konnte. Bobby Z. und Dr. Fink waren von 1983 bis 1986 auch Mitglieder in The Revolution.

## Rezensionen
Musikkritiker bewerteten das Album überwiegend positiv und die Website AOTY (Album of the Year) errechnete eine Durchschnittsbewertung von 70 %, basierend auf fünf Rezensionen englischsprachiger Medien.
John Wall von der britischen Musikzeitschrift Melody Maker gab zwar keine Note, lobte aber das Album und meinte: „Die LP Prince erinnert an Michael Jacksons Off the Wall und Ray Parker juniors aktuelle Musik. Prince’ Stimme hat dieses schöne Jackson-Falsett. Natürlich werden einige Disko-Klischees bedient – aber selbst das unmissverständlich betitelte Stück Sexy Dancer sprengt die Grenzen dieses Genres mit erstaunlichen Bassläufen und hart eingesetzten Gitarren-Akkorden. Hier wird alles auf ein Minimum reduziert, was in der Diskomusik heutzutage [1979] eine Seltenheit ist.“
Simon Price vom The Guardian beurteilte 37 Prince-Alben und setzte Prince auf Platz 9. Er gab vier von fünf Sternen und schrieb, der „immer noch unglaublich junge Prince“ zeige, dass er Disko und Soul bereits beherrsche. Doch mit Bambi könne er auch in Genres wie Hard Rock vordringen.
Stephen Holden vom US-Musikmagazin Rolling Stone gab mit ebenfalls vier von fünf Sternen fast die Höchstanzahl. Das Album „strotzt vor Hooklines, die ein breites Spektrum von Einflüssen erkennen“ ließen – „von den Temptations über Todd Rundgren bis zu Hendrix. Die Schlichtheit“ von Prince’ Texten, Melodien und Rhythmen seien „Pop pur. Mit einem Schuss mehr Abgeklärtheit“ könne er „eine Art Solo-Bee-Gee werden“.
Stephen Thomas Erlewine von AllMusic zeichnete Prince mit drei von fünf Sternen aus. Es sei „ein wesentlich versierteres Album als sein Erstlingswerk“ For You. Obwohl Prince „immer noch recht uneinheitlich“ wirke, zählten Songs wie I Wanna Be Your Lover und Why You Wanna Treat Me So Bad? zu Prince’ Klassikern. Doch I Feel for You sei das „wahre Meisterwerk“ und deute „auf den großen Durchbruch“ seines nächsten Albums Dirty Mind hin.
Die beiden Musikkritiker David Wilson und John Alroy verteilten zwar nur zweieinhalb von fünf Sternen, meinten aber, Prince bringe seine „unverwechselbare Persönlichkeit viel besser zum Ausdruck als zuvor, ebenso wie seine verbesserten Fähigkeiten und seine Vielseitigkeit“. Songs wie Sexy Dancer, When We’re Dancing Close and Slow und Why You Wanna Treat Me So Bad? wurden lobend erwähnt. Das Stück Bambi beschrieben die beiden aber als „ziemlich uncoolen lesbenfeindlichen Rocker“, trotz „wunderbarem Lead-Rhythmus-Gitarren-Interplay“.
Robert Christgau von dem US-Musikmagazin Creem gab auf einer Skala von „A+“ bis „F“ die Note „B+“ und prognostizierte im Jahr 1981, „dieser Junge wird ein großer Star werden, und er hat es verdient“. Die Idee „mit dem verletzlichen Teenie-Macho-Falsett“ sei „auch ziemlich gut“. Doch etwas lasse „zu wünschen übrig, was die Tiefe der Gefühle angeht – du weißt schon, die Seele“.
John Rockwell von der The New York Times gab keine Note, zeigte sich aber enttäusch und meinte, Prince’ Musik sei „nicht sehr originell“. Zudem wirke sein Falsettgesang „farblos“.

## Kommerzieller Erfolg

### Chartplatzierungen
| ChartsChartplatzierungen       | Höchstplatzierung | Wochen |
| ------------------------------ | ----------------- | ------ |
| Schweiz (IFPI)                 | 92 (1 Wo.)        | 1      |
| Vereinigte Staaten (Billboard) | 22 (33 Wo.)       | 33     |

| ChartsJahrescharts (1980)      | Platzierung |
| ------------------------------ | ----------- |
| Vereinigte Staaten (Billboard) | 65          |

Die Höchstplatzierung in der Schweiz resultiert aus dem Mai 2016 nach Prince’ Tod. In Deutschland, Österreich und im Vereinigten Königreich konnte sich das Album weder vor noch nach seinem Tod in den Hitparaden platzieren.
| Jahr | Titel                          | Höchstplatzierung, Gesamtwochen, AuszeichnungChartplatzierungen (Jahr, Titel, , Platzierungen, Wochen, Auszeichnungen, Anmerkungen) | Höchstplatzierung, Gesamtwochen, AuszeichnungChartplatzierungen (Jahr, Titel, , Platzierungen, Wochen, Auszeichnungen, Anmerkungen) | Höchstplatzierung, Gesamtwochen, AuszeichnungChartplatzierungen (Jahr, Titel, , Platzierungen, Wochen, Auszeichnungen, Anmerkungen) | Höchstplatzierung, Gesamtwochen, AuszeichnungChartplatzierungen (Jahr, Titel, , Platzierungen, Wochen, Auszeichnungen, Anmerkungen) | Höchstplatzierung, Gesamtwochen, AuszeichnungChartplatzierungen (Jahr, Titel, , Platzierungen, Wochen, Auszeichnungen, Anmerkungen) | Anmerkungen |
| Jahr | Titel                          | DE | AT | CH | UK | US | Anmerkungen |
| ---- | ------------------------------ | --- | --- | --- | --- | --- | --- |
| 1979 | I Wanna Be Your Lover          | — | — | — | UK41 Silber · (3 Wo.)UK | US11 Gold · (16 Wo.)US | US: 18. März 1980: Gold (1.000.000+) UK: 20. Januar 2023: Silber (200.000+) Prince’ erste Single mit Goldstatus |
| 1980 | Why You Wanna Treat Me So Bad? | DEn.v.DE | ATn.v.AT | CHn.v.CH | UKn.v.UK | — | Nur in den USA, Ecuador und Neuseeland ausgekoppelt                                                             |
| 1980 | Still Waiting                  | DEn.v.DE | ATn.v.AT | CHn.v.CH | UKn.v.UK | — | Nur in den USA und Neuseeland ausgekoppelt                                                                      |
| 1980 | Sexy Dancer                    | DEn.v.DE | ATn.v.AT | CHn.v.CH | — | USn.v.US | Nur in Großbritannien und Japan ausgekoppelt                                                                    |
| 1980 | Bambi                          | DEn.v.DE | ATn.v.AT | CHn.v.CH | UKn.v.UK | USn.v.US | Nur in Belgien und in den Niederlanden ausgekoppelt                                                             |
| 1984 | I Feel for You                 | DE4 (13 Wo.)DE | AT14 (10 Wo.)AT | CH6 (9 Wo.)CH | UK1 (3) Gold · (16 Wo.)UK | US3 Gold · (26 Wo.)US | Coverversion von Chaka Khan UK: 1. November 1984: Gold (500.000+) US: 30. November 1984: Gold (1.000.000+)      |

### Auszeichnungen für Musikverkäufe
| Land/Region                  | Auszeichnungen für Musikverkäufe (Land/Region, Auszeichnung, Verkäufe) | Verkäufe  |
| ---------------------------- | ---------------------------------------------------------------------- | --------- |
| Vereinigte Staaten (RIAA)    | Platin                                                                 | 1.000.000 |
| Vereinigtes Königreich (BPI) | Silber                                                                 | 60.000    |
| Insgesamt                    | 1× Silber · 1× Platin ·                                                | 1.060.000 |

Hauptartikel: Prince/Auszeichnungen für Musikverkäufe
Als das Album am 15. Februar 1980 zunächst Goldstatus erhielt, bekam Toningenieur Bob Mockler vorerst keine goldene Schallplatte von Warner Bros. Records ausgehändigt, obwohl sein Name auf dem Album erwähnt ist. Als Begründung teilte ihm die Schallplattenfirma mit, sein „Beitrag war limitiert“. Erst als Mockler anbot, die goldene Schallplatte zu bezahlen, erhielt er ein Exemplar von Warner.
Die Singleauskopplung I Wanna Be Your Lover bekam folgende Auszeichnungen:

| Land/Region                  | Auszeichnungen für Musikverkäufe (Land/Region, Auszeichnung, Verkäufe) | Verkäufe  |
| ---------------------------- | ---------------------------------------------------------------------- | --------- |
| Neuseeland (RMNZ)            | Gold                                                                   | 10.000    |
| Vereinigte Staaten (RIAA)    | Gold                                                                   | 1.000.000 |
| Vereinigtes Königreich (BPI) | Silber                                                                 | 200.000   |
| Insgesamt                    | 1× Silber · 2× Gold ·                                                  | 1.210.000 |

## Preise
Am 26. Februar 1985 gewann Prince als Autor für I Feel for You einen Grammy Award in der Kategorie „Best R&B Song“.